# L'indecisione/Turba
L'indecisione/Turba è un singolo del gruppo rock progressivo L'Uovo di Colombo, pubblicato nel 1973 per la Columbia.

## I brani

### L'indecisione
Brano vicino al rock and roll che domina il primo lato con la marcata influenza progressiva, e che vede partecipe la voce del cantante solista.

### Turba
Brano più strumentale rispetto al primo e dall'aspetto jazzistico.

## Formazione
- Toni Gionta (voce)
- Enzo Volpini (tastiere, chitarra acustica, voce)
- Elio Volpini (basso, chitarra, voce)
- Ruggero Stefani (batteria, percussioni, voce)